# Джованні Баттіста Капроні
Джова́нні Батті́ста Капро́ні (італ. Giovanni Battista «Gianni» Caproni; 3 липня 1886, Арко — 27 жовтня 1957, Рим) — італійський авіаконструктор. Засновник авіабудівної компанії Caproni.

## Біографія
Народився в Трентіно, регіоні, який у той час належав до Австро-Угорщини. Вивчав інженерну справу в Мюнхенському технічному університеті. Продовжив освіту в інституті Монтефіорі в Льєжі, де познайомився з Анрі Коанда, з яким згодом співпрацював.
З 1908 року Капроні почав виробництво літаків у Мілані, започаткувавши власну фірму . 1910 року він побудував Caproni Ca.1, який став першим італійським літаком. Перший випробовувальний політ літака відбувся 27 травня 1910 року, однак під час приземлення літак розбився. Після того фірма переїхала до Віццола-Тічино й з 1911 року називалася «Societa de Agostini e Caproni». Фінансове становище фірми було не надто успішним і 1913 року підприємство Капроні викупила італійська держава, при цьому сам Капроні залишився головним авіаконструктором. 1914 року він побудував перший в Італії багатомоторний літак.
1915 року, після вступу Італії у Першу світову війну, Капроні зосередився на виробництві бомбардувальників. Після війни Капроні перейшов до розробки пасажирських літаків.
1921 року він побудував гігантський літаючий човен з дев'ятьма крилами Caproni Ca.60, технічні особливості якого мали стати основою для розробки трансатлантичного літака на 150 пасажирів. Щоправда, літаючий човен здійснив лише один випробувальний політ, що закінчився трагічно. Літак розбився, впавши з висоти 20 м, але пілотові вдалося врятуватися. Невдовзі відновлений прототип за нез'ясованих обставин згорів у ангарі, й проект було зупинено.
У міжвоєнний період Капроні займався будівництвом бомбардувальників та транспортних літаків. Його компанія виросла у великий конгломерат, перейнявши декілька інших фірм.
По закінченні Другої світової війни фірма Капроні зіткнулася з численними трудношами. Сам Джованні Капроні зазнав переслідувань, оскільки був звинувачений в співробітництві з фашистським режимом Італії та колаборації з німецькими нацистами. Заводи Капроні були серйозно пошкоджені й частково зруйновані. Авіаційний ринок Італії практично припинив своє існування. 1946 року Капроні позбувся звинувачень у колабораціонізмі.
Аби підняти свою фірму Капроні вирішив перепрофілювати завод в Арко на виробництво мотоциклів. Було укладено угоду з фірмою Ducati на виробництво мотоциклів «Ducati Cucciolo» з використанням моторів 49 см³ марки Капроні.   
Помер у Римі 27 жовтня 1957 року.

## У культурі
Іменем Капроні названо аеропорт та музей авіації у Тренто, а також вулицю в Мілані.
Постать Капроні захоплювала японського режисера-мультиплікатора Міядзакі Хаяо, який назвав власну студію Джіблі, за ім'ям одного з літаків Капроні.
Капроні також є одним з персонажів фільму Міядзакі Хаяо «Здійнявся вітер».